# Jelena Czałowa
Jelena Walerjewna Czałowa (ros. Елена Валерьевна Чалова; ur. 16 maja 1987 w Ufie) – rosyjska tenisistka.
Tenisistka odnosząca sukcesy głównie w turniejach rangi ITF. Debiut w tego typu rozgrywkach odnotowała w czerwcu 2003 roku, biorąc udział w turnieju w Elektrostali. Zagrała tam dzięki dzikiej karcie przyznanej przez organizatorów turnieju, ale odpadła już w pierwszej rundzie, przegrywając z rodaczką Wasilisą Bardiną. Tydzień później wygrała kwalifikacje do turnieju w miejscowości Bałaszycha w Rosji i w turnieju głównym dotarła do półfinału. Pierwszy swój turniej w grze pojedynczej wygrała rok później, w czerwcu 2004 roku, w rosyjskim Protwino, pokonując w finale swoją pogromczynię z Elektrostali, Wasilisę Bardinę.
W sumie w następnych latach wygrała osiem turniejów singlowych i dziewięć deblowych rangi ITF.
Pod koniec 2006 roku wzięła udział w kwalifikacjach do turniejów WTA w Tokio i w Moskwie, ale w żadnym z nich nie udało zagrać w fazie głównej tych turniejów. W sierpniu 2009 roku zagrała eliminacje do turnieju wielkoszlemowego US Open, w których pokonała w pierwszej rundzie Niemkę Carmen Klaschka i uległa w drugiej Amerykance Angeli Haynes. Rok później, na tym samym turnieju, powtórzyła osiągnięcie pokonując w pierwszej rundzie kwalifikacji Japonkę Tomoko Yonemurę.
Najwyższy ranking w karierze, miejsce 151, odnotowała 9 listopada 2009 roku.

## Wygrane turnieje singlowe
|    | Data       | Turniej        | Kat. | ($)     | Naw.   | Finalistka          | Wynik         |
| 1. | 27/06/2004 | Protwino       | ITF  | 10 000  | twarda | Wasilisa Bardina    | 6:2, 6:1      |
| 2. | 10/07/2005 | Krasnoarmiejsk | ITF  | 10 000  | twarda | Irina Bulykina      | 6:4, 6:0      |
| 3. | 14/08/2005 | Rebecq         | ITF  | 10 000  | ziemna | Noemie Scharle      | 6:1, krecz    |
| 4. | 18/09/2005 | Lleida         | ITF  | 10 000  | ziemna | Nuria Roig Tost     | 6:2, 3:6, 7:6 |
| 5. | 23/07/2006 | Chongqing      | ITF  | 25 000  | twarda | Zhang Shuai         | 6:4, 4:6, 6:2 |
| 6. | 24/02/2008 | Portimão       | ITF  | 10 000  | twarda | Nina Bratczikowa    | 6:4, 6:4      |
| 7. | 16/03/2008 | Kair           | ITF  | 100 000 | ziemna | Alexandra Cadanțu   | 6:2, 6:3      |
| 8. | 02/08/2009 | Ałmaty         | ITF  | 25 000  | twarda | Oksana Kalasznikowa | 6:3, 6:4      |